# 암흑 은하
암흑 은하(dark galaxy)는 항성이 없거나 아주 적은 은하로 가정된 은하이다. 눈에 보이는 별이 없기 때문에 이런 이름이 붙었지만 상당한 양의 가스가 포함되어 있으면 탐지할 수 있다. 천문학자들은 오랫 동안 암흑 은하의 존재를 이론화해 왔지만 현재까지 확인된 사례는 없다. 암흑 은하는 은하 조석 상호 작용으로 인해 발생하는 은하간 가스 구름과 구별된다. 이러한 가스 구름에는 암흑 물질이 포함되어 있지 않으므로 기술적으로 은하로 분류되지 않는다. 은하간 가스 구름과 은하를 구별하는 것은 어렵다. 대부분의 후보 암흑 은하는 조수 가스 구름으로 밝혀졌다. 현재까지의 암흑 은하 후보로는 HI 1225+01, AGC 229385 및 퀘이사 연구에서 발견된 수많은 가스 구름이 있다.
2016년 8월 25일, 천문학자들은 질량이 우리 은하와 비슷하지만 식별할 수 있는 별이나 은하 구조가 거의 없는 초확산은하(UDG)인 드래곤플라이 44가 거의 전적으로 암흑물질로 이루어져 있다고 보고했다.

## 같이 보기
- 암흑 물질
- 암흑 물질 헤일로
- 왜소구형은하
- 저표면밝기은하